# Cementerio de San Pedro y San Andrés
El Cementerio de la Sacramental de San Pedro y San Andrés se encuentra en la actualidad dentro del Cementerio de la Sacramental de San Isidro, San Pedro y San Andrés, pero durante un tiempo fue un cementerio distinto en Madrid, España.

## Historia
Su origen data de 1811, durante la invasión francesa, al ser prohibidos los enterramientos en las iglesias, por lo que por orden del rey José Bonaparte se creó este cementerio. Fue el segundo que se construyó con la autorización por Real Orden de 9 de marzo de 1811,  habiendo sido el primero el Cementerio General del Norte (llamado vulgarmente de la Puerta de Fuencarral), pero el primero de las Sacramentales, de los cementerios que se construyeron fuera del casco urbano.
Se situó a las espaldas de la ermita de San Isidro en el denominado cerro de las Ánimas. La ermita, la Sacramental y los terrenos colindantes fueron confirmados en su posesión a la Sacramental por el rey Fernando VII el 18 de septiembre de 1814.